# Hylocharis chrysura
El zafiro bronceado, 'picaflor bronceado, zafiro dorado o picaflor dorado (Hylocharis chrysura), es una especie de ave apodiforme de la familia Trochilidae. Se lo halla en un amplio rango de hábitats abiertos y semiabiertos del sur de Brasil, Bolivia, Paraguay, Uruguay, norte de Argentina. Es generalmente común, y considerado una especie bajo preocupación menor por BirdLife International y consecuentemente por IUCN.  Es todo verdoso-dorado con una cola cobriza, dorso blancuzco, y cuello negro rojizo.